# 시게마쓰 기요시
시게마츠 기요시(일본어: 重松清 しげまつ きよし[*], 1963년 3월 6일 ~ )는 일본의 작가이다.

## 약력
오카야마현 구메군 구메 정 (현 쓰야마시)에서 태어났다. 중학교, 고등학교는 야마구치현에서 보내고, 1981년, 야마구치 현립 야마구치 고등학교를 졸업하고 18세에 상경하였다. 와세다 대학 교육학부 국어 국문학과 졸업하였다. 카도카와 서점의 편집자로 근무하다가 다수의 필명을 가진 프리랜서로 활동하고 있다.